# Apostolische Nuntiatur in Berlin

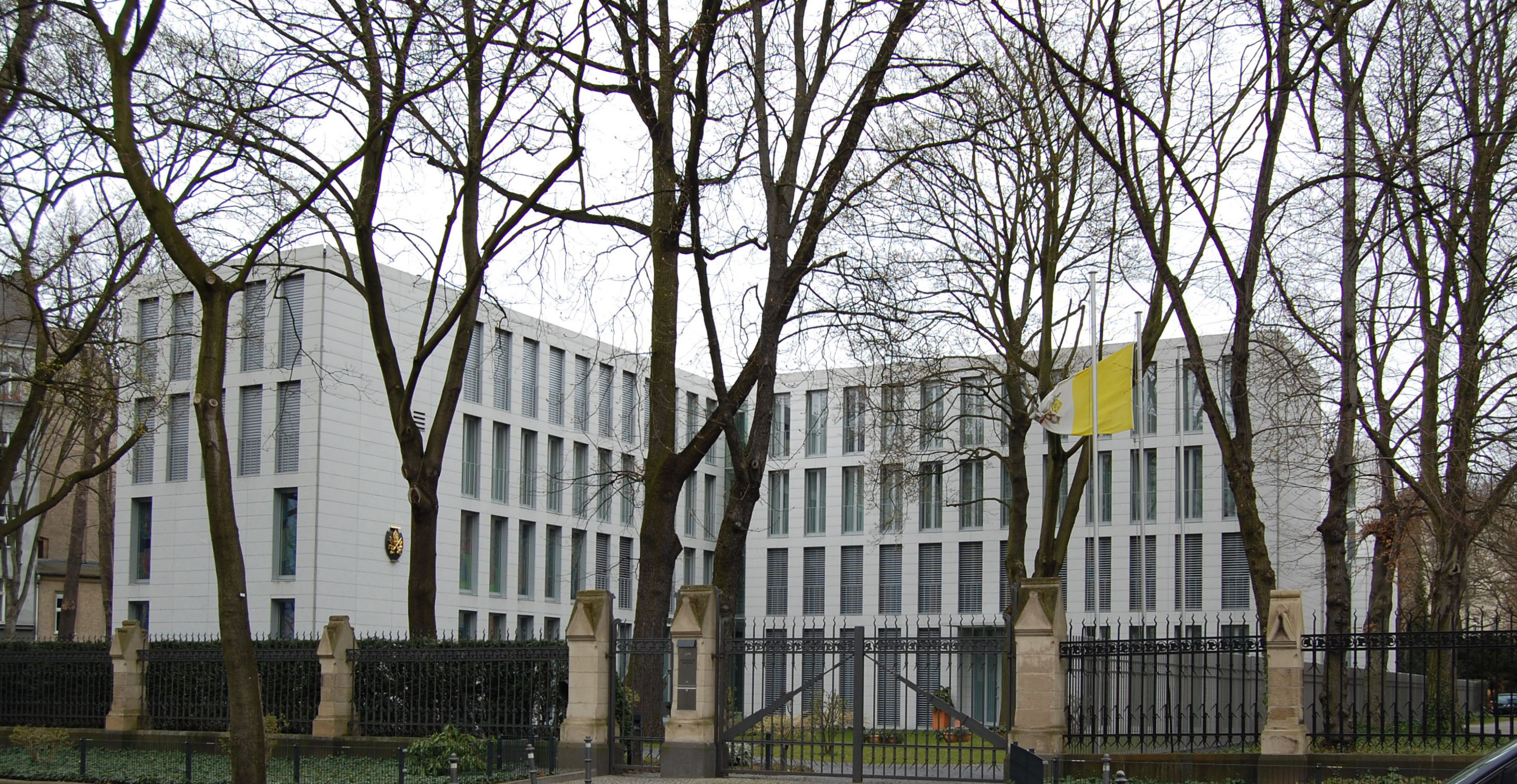
Apostolische Nuntiatur in Berlin

Die Apostolische Nuntiatur in Berlin ist die diplomatische Vertretung des Heiligen Stuhls in Deutschland. Sie befindet sich in der Lilienthalstraße 3a im Berliner Ortsteil Neukölln in direkter Nachbarschaft zur St.-Johannes-Basilika an der Hasenheide. Gegenwärtiger Apostolischer Nuntius und damit offizieller Vertreter des Heiligen Stuhls in Deutschland ist Nikola Eterović.

## Geschichte der diplomatischen Beziehungen

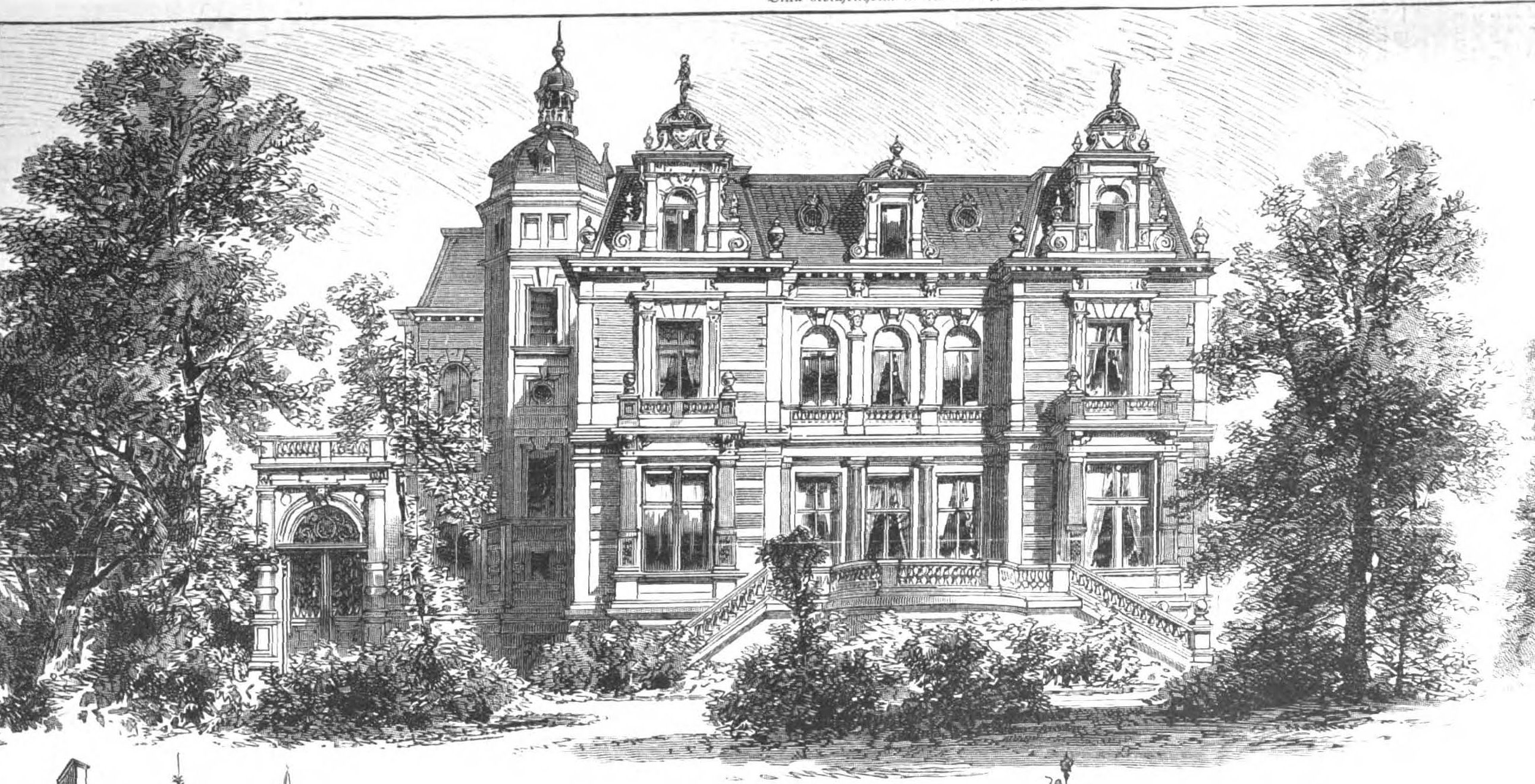
Wohnhaus des Kaufmanns Julius Reichenheim (1836–1905) in Berlin-Tiergarten, Rauchstraße 21; erbaut 1880–1881 durch die Berliner Architekten Heinrich Kayser und Karl von Großheim; nicht erhalten. Seit 1922 Sitz des Nuntius in Berlin.

Am 1. Mai 1920 nahmen Deutschland und der Heilige Stuhl volle diplomatische Beziehungen auf. Von 1784 bis 1924 unterhielt der Heilige Stuhl volle diplomatische Beziehungen mit Bayern und besaß eine Apostolische Nuntiatur in München. Der Nuntius für Bayern war ab 1920 in Personalunion Nuntius für das Deutsche Reich. Im Jahre 1925 wurden die seit 1747 mit niedrigen Rängen (Ministerresidenten, Gesandte) geführten Beziehungen zwischen Preußen und dem Heiligen Stuhl durch eine Nuntiatur aufgewertet. Der Nuntius für Deutschland übernahm in Personalunion die Nuntiatur in Preußen.
Die in der Rauchstraße 21 in Berlin-Tiergarten eröffnete Nuntiatur vertrat von hier aus die Interessen des Heiligen Stuhls gegenüber dem Deutschen Reich und der preußischen Regierung. Der Großindustrielle Peter Klöckner beteiligte sich an der Finanzierung zum Erwerb dieses Bauwerks und wurde dafür vom Papst ausgezeichnet. Mit der Gleichschaltung der Länder entfielen im Mai 1934 die Nuntiatur für Preußen, in Personalunion mit der deutschen, und die separate Nuntiatur für Bayern.
Während des Zweiten Weltkrieges wurde der Sitz mehrfach verlagert, erst nach Schloss Prötzel nördlich von Strausberg, später nach Nedlitz bei Potsdam und schließlich erneut nach Bayern in den Ort Eichstätt. In Berlin wurde ein kleines Büro am Michaelkirchplatz behalten, von dem aus der Nuntius seine Rolle als Doyen des Diplomatischen Corps wahrnehmen konnte. Das ehemalige Nuntiaturgebäude in der Rauchstraße wurde 1943 durch Bomben zerstört.
1951 nahm der Vatikan diplomatische Beziehungen mit der Bundesrepublik Deutschland auf und eröffnete eine Apostolische Nuntiatur in Bad Godesberg (Turmhof). Mit dem Regierungsumzug nach Berlin zog auch die Apostolische Nuntiatur am 29. Juni 2001 in die Lilienthalstraße nach Berlin-Neukölln um. Man entschied sich für ein Grundstück in direkter Nachbarschaft der St.-Johannes-Basilika.

## Architektur
Für den Neubau der Apostolischen Nuntiatur wurde 1997 ein anonymer Wettbewerb ausgeschrieben. Darin konnte sich der aus Münster stammende Architekt Dieter Georg Baumewerd durchsetzen. Nach seinem Entwurf entstand auf dem Grundstück ein Gebäudekomplex, der neben der diplomatischen Vertretung auch die Residenz des Nuntius sowie eine Kapelle enthält.
Die modernistisch und außen sehr nüchtern gehaltene Anlage setzt sich aus zwei jeweils viergeschossigen Baukörpern zusammen, die im rechten Winkel zueinander gesetzt und durch eine gläserne Fuge verbunden sind. Im parallel zur Lilienthalstraße liegenden Baukörper befindet sich der Botschaftstrakt mit Empfangs- und Büroräumen, während im Seitentrakt die Kapelle und die privaten Räume des Nuntius und seiner Mitarbeiter untergebracht sind. An den Kanzleitrakt schließt sich die große Empfangshalle an, die in die Repräsentanzräume führt.
Obwohl die Nuntiatur als Neubau einen architektonischen Kontrast zu der durch romanische und gotische Elemente charakterisierten Kirche bildet, wurde letztere bei der Konzeption einbezogen. Die verglaste Wand der Empfangshalle der Nuntiatur und das Portal des Querschiffs der Kirche liegen auf einer Linie, sodass die Dekoration des Kirchenportals und vor allem die Figur des Simon Petrus oberhalb des Portals von innen in der Halle zu sehen sind und sich nach außen durch die Glasfläche spiegeln. Über der Empfangshalle der Nuntiatur ist eine Dachterrasse gestaltet, die den Blick auf den Volkspark Hasenheide sowie auf die Basilika ermöglicht.

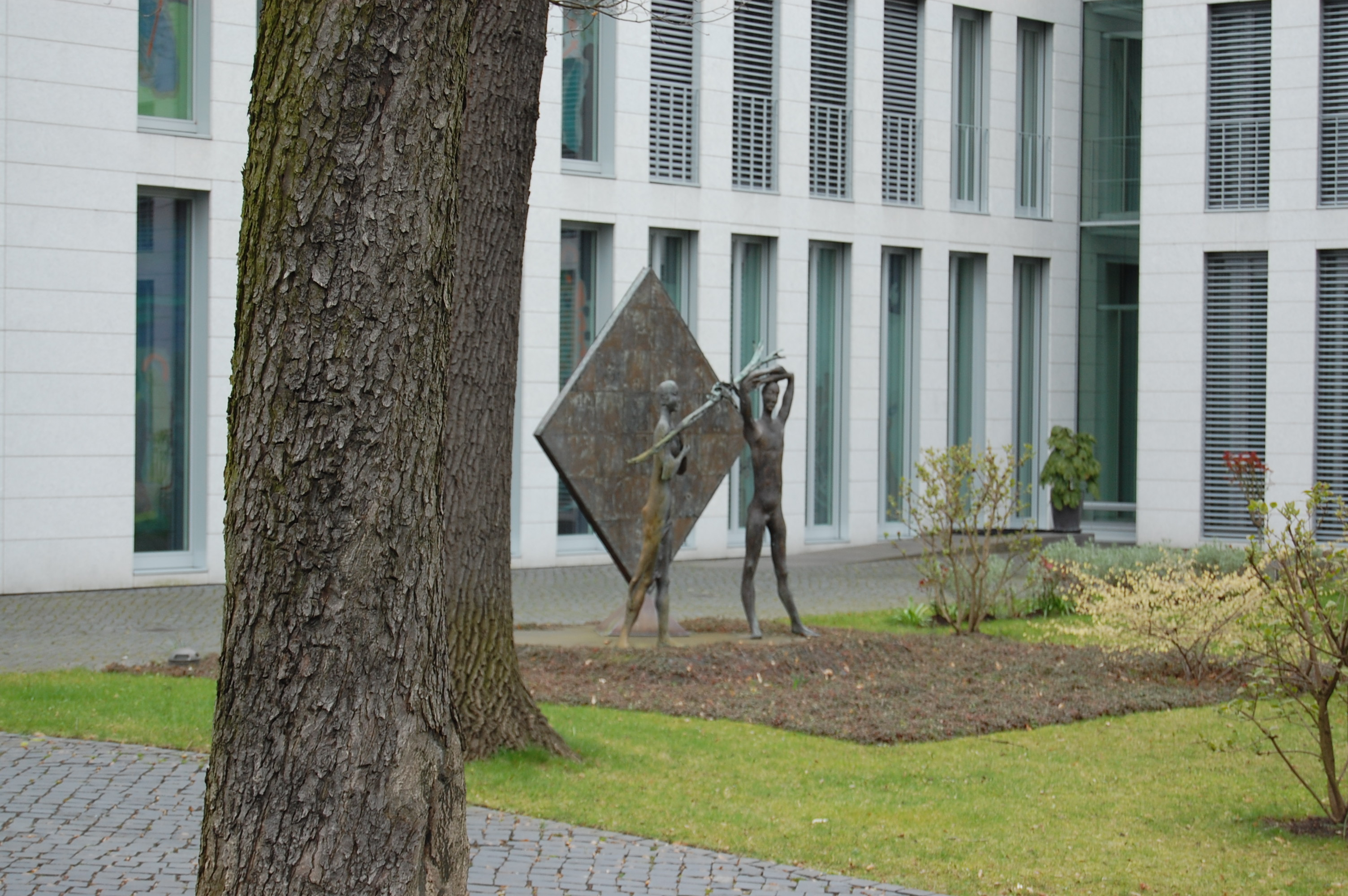
Cecco Bonanotte: Die Kirche erklärt den Menschen die Gründe der Hoffnung. Im Hintergrund die farbigen Fenster der Kapelle

Eine Besonderheit gegenüber anderen Botschaftsgebäuden stellt die hauseigene Kapelle dar. Nach außen ist sie durch die hohen und schmalen, von Wilhelm Buschulte farbig gestalteten Fenster erkennbar, die zur Lilienthalstraße und in den Innenhof weisen. Der Garten wurde von Dieter Korte gestaltet. Im Innenhof befindet sich eine Bronzegruppe von Cecco Bonanotte mit dem Titel Die Kirche erklärt den Menschen die Gründe der Hoffnung.